# Rallus tenuirostris
El rascón azteca o rascón mexicano (Rallus tenuirostris) es una especie de ave gruiforme de la familia Rallidae endémica de México.

## Descripción
Mide entre 33 y 42 cm de longitud, los machos son ligeramente más grandes que las hembras, pesan entre 271 y 331 gramos, y las hembras entre 220 y 268 g.

## Distribución y hábitat
Esta especie está muy extendida en los humedales interiores del centro de México, desde la parte sur de los estados de Nayarit, Jalisco, Guanajuato y San Luis Potosí hasta los estados de Guerrero, Morelos y Puebla en el sur.